# Matthew Williams (Reiter)
Matthew „Matt“ Williams (* 9. Mai 1985 in Tonimbuk, Victoria) ist ein australischer Springreiter.

## Leben
Matt Williams wurde 1985 in Tonimbuk in der Nähe von Melbourne geboren. Nachdem er zunächst in seinem Geburtsland lebte, zog Williams im Jahr 2004 nach Europa. Zunächst arbeitete er für den britischen Springreiter Duncan Inglis in West Sussex, drei Jahre später wechselte er in den Stall von Henk Nooren in die Niederlande. 
Bei den Olympischen Spielen in Hongkong erreichte er mit Leconte als Teil der australischen Mannschaft Platz 7, im Einzel erritt er Rang 21.
Bis Ende des Jahres 2010 hat er in Europa sowie in der Schweiz an internationalen Reitturnieren teilgenommen. Später zog er in die Vereinigten Staaten, wo er in Wellington (Florida) lebte.
Bei den Olympischen Spielen in London 2012 schied er bereits am ersten Tag nach zwei Verweigerungen seines Pferdes Watch me aus.
Privates
Sein jüngerer Bruder Sam war ebenfalls als Springreiter aktiv.

## Pferde (Auszug)
- Leconte 6 (* 1996), dunkelbrauner Holsteiner Wallach, Vater: Lasino, Mutter: Gloria, Muttervater: Contender; nach den Olympischen Spielen 2008 von Marcus Ehning geritten, 2011 aus dem Sport verabschiedet[5]
- Urleven van de Helle (* 1997), brauner Wallach, Vater: Esprite de Conquete, Muttervater: Quidam de Revel; ab 2011 von Maiju Mallat geritten, zuletzt 2014 im internationalen Sport eingesetzt[6]
- Valinski S (* 2002), brauner KWPN-Wallach, Vater: Nijinski, Muttervater: Julius; von Ende 2016 bis April 2017 von Todd Minikus geritten, anschließend von Shawn Casady geritten[7]
- Watch me van de Mangelaar (ehemals: Watch me; * 2003), brauner KWPN-Wallach, Vater: Heartbreaker, Muttervater: Wolfgang; 2013 von Darragh Kenny geritten, zuletzt 2013 im internationalen Sport eingesetzt[8]

## Auszeichnungen
- Horseland Young Rider of the Year (2003)
- National Young Rider of the Year (2004)

## Erfolge

### Championate und Weltcup
- Olympische Spiele
  - 2008, Beijing: mit Leconte 7. Platz mit der Mannschaft und 21. Platz im Einzel
  - 2012, London: mit Watch Me 10. Platz mit der Mannschaft, im Einzel ausgeschieden

Australische Meisterschaften
- 2003: 1. Platz, Junioren

### Weitere Erfolge (in Auswahl)
- 2007: 3. Platz beim Großen Preis des CSI 3* im Rahmen des Nationenpreisturniers von Gijón mit Leconte, 6. Platz beim Großen Preis (CSI 5*) von La Coruña mit Leconte[9]
- 2008: 9. Platz im Großen Preis von Geesteren (CSI 4*) mit Leconte
- 2009: 2. Platz im Großen Preis von Busto Arsizio (CSI 2*) mit Cherubin van de Helle
- 2010: 2. Platz im Nationenpreis von Linz (CSIO 4*) mit Urleven van de Helle, 2. Plätze in den Mächtigkeitsspringen der High Fly Tour in Maria Wörth-Reifnitz und Salzburg mit Apart IV, 2. Platz im Großen Preis von A Coruña (CSI 5*) mit Urleven van de Helle
- 2012: 3. Platz im Weltcupspringen von Washington DC (CSI 3*-W) mit Watch Me
- 2013: 4. Platz im Weltcupspringen von Langley BC (CSI 2*-W) mit Imothep
- 2015: 3. Platz im Weltcupspringen von Las Vegas (CSI 3*-W) mit Valinski S
- 2016: 4. Platz im Nationenpreis von Ocala (CSIO 4*) mit Valinski S, 3. Platz im Großen Preis des CSIO 4* Wellington mit Valinski S, 2. Platz im Großen Preis eines CSI 3*-Turniers in Tryon NC mit Valinski S, 3. Platz im Großen Preis eines CSI 4*-Turniers in Tryon NC mit Valinski S[2]